# (11269) Knyr
(11269) Knyr est un astéroïde de la ceinture principale.

## Description
(11269) Knyr est un astéroïde de la ceinture principale. Il fut découvert le 26 août 1987 à Naoutchnyï par Lioudmila Karatchkina. Il présente une orbite caractérisée par un demi-grand axe de 2,19 UA, une excentricité de 0,19 et une inclinaison de 4,3° par rapport à l'écliptique.

## Compléments